# Triumph TR7

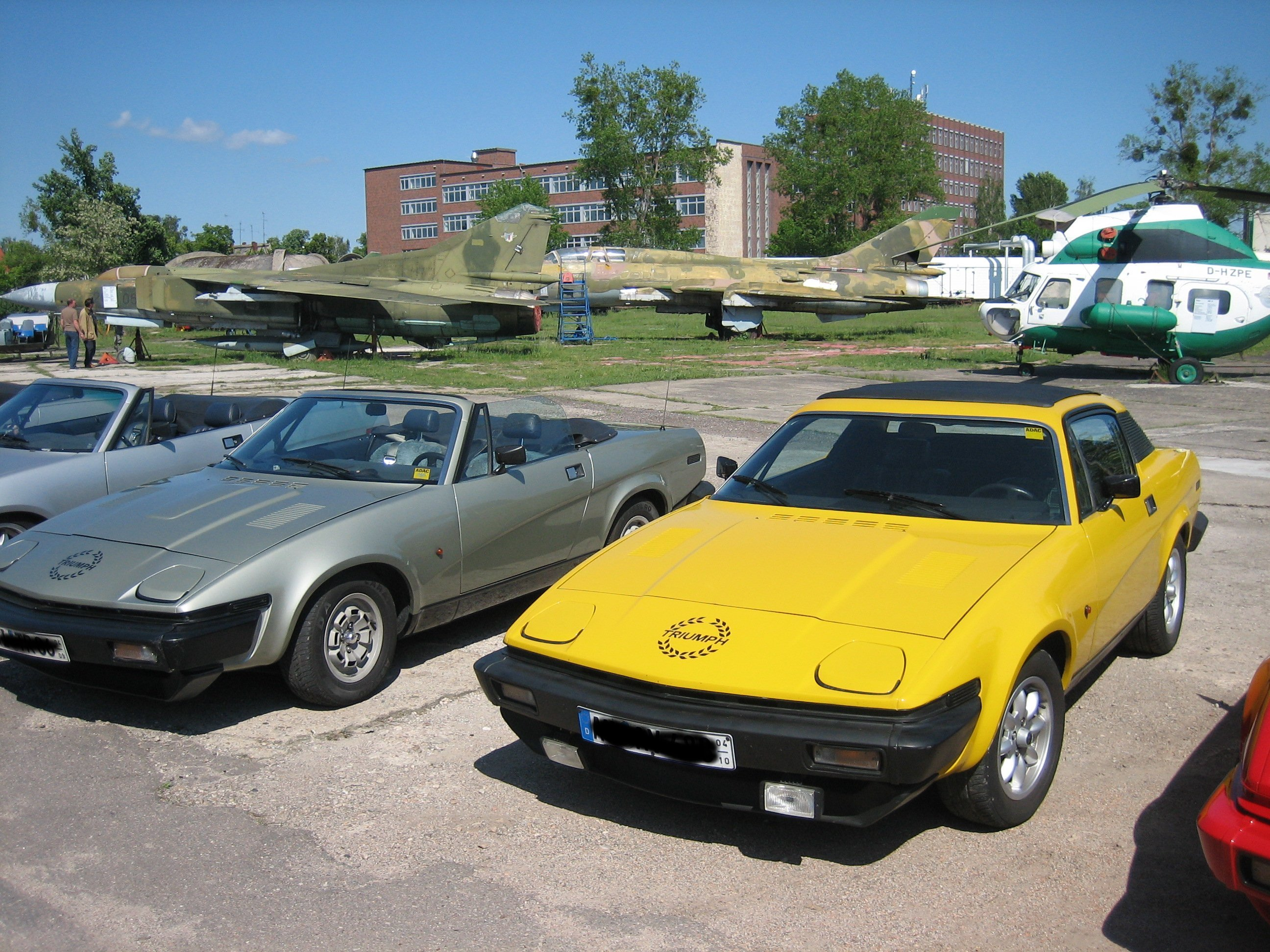
Roadster och Coupé

Triumph TR7 är en sportbil, tillverkad av den brittiska biltillverkaren Triumph mellan 1975 och 1981.

## TR7
1975 introducerades slutligen en modern TR-modell med självbärande coupé-kaross. Bilen hade en fyrcylindrig 2-liters motor med överliggande kamaxel från Dolomite-modellen. På grund av den stora efterfrågan gick alla tidiga bilar till USA och TR7:an började inte säljas på hemmamarknaden förrän efter ett drygt år.
Från 1977 fick bilen femväxlad växellåda även i Europa och 1979 introducerades den efterlängtade convertible-modellen, eller som britterna kallade den; DropheadCoupé (dhc).
Tillverkningen avslutades i oktober 1981, för att sedan följas av Acclaim-modellen, en variant av Honda Ballade. Denna tillverkades sedan under några årsmodeller innan märket Triumph 1984 slutligen gick i graven. Produktionen av TR7 uppgick till 112 368 exemplar.

## TR8
För export till USA och Kanada tillverkades modellen TR8 från 1978, försedd med Rovers hel-aluminium-V8.
Produktionen uppgick till 2 746 exemplar.

## Motor
| Modell  | Motor               | Cylindervolym | Effekt | Bränslesystem                                                   |
| ------- | ------------------- | ------------- | ------ | --------------------------------------------------------------- |
| TR7     | 4-cyl radmotor SOHC | 1998 cm³      | 105 hk | Dubbla SU alt. Zenith-Stromberg förgasare (beroende på marknad) |
| TR8     | 8-cyl V-motor ohv   | 3528 cm³      | 133 hk | Dubbla Zenith-Stromberg förgasare                               |
| TR8 EFi | 8-cyl V-motor ohv   | 3528 cm³      | 137 hk | Lucas-Bosch bränsleinsprutning                                  |